# Eschershausen
Eschershausen – miasto w Niemczech, w kraju związkowym Dolna Saksonia, w powiecie Holzminden, wchodzi w skład gminy zbiorowej Eschershausen-Stadtoldendorf. Do 31 grudnia 2010 siedziba gminy zbiorowej Eschershausen.